# Sladoled
Sladoled je djelomično ili potpuno zamrznuta slastica koja se većinom sastoji od mlijeka ili mliječnih proizvoda (mlijeko u prahu, ugušćeno mlijeko, vrhnje ili maslac), te nemliječnih sastojaka koji se dodaju u smjesu u svrhu podešavanja okusa, arome, boje, mirisa i konzistencije (šećeri i zaslađivači, stabilizatori i emulgatori, uz mogući dodatak voća, voćnih aroma, jaja, čokolade ili nekih drugih dodataka). Osim toga, sladoled sadrži vodu i uklopljen zrak. Uklopljeni zrak služi povećanju volumena sladoleda, boljoj konzistenciji, te smanjuje osjećaj hladnoće u ustima tijekom konzumiranja. 
Sladoledi se stavljaju u promet u zamrznutom stanju, pri najviše -15 °C, i kao takav može se čuvati najmanje godinu dana. Sladoledi se na tržištu nalaze u brojnim oblicima, okusima i pakiranjima. Vrsta sladoleda mora biti navedena u deklaraciji. Razlikuju se mliječni sladoled, krem sladoled (sadrži najmanje 5% masti), sladoled, te zamrznuti aromatizirani i voćni deserti. Osnovna je razlika što mliječni i krem sladoledi sadrže mlijeko i ne smiju sadržavati biljne proteine ni biljnu mast, dok zamrznuti aromatizirani i voćni deserti ne smiju sadržavati mliječnu mast ni mliječne proteine. Zakonski propisi određuju sastav pojedinih sladoleda, odnosno deserata. 
Tehnološki postupak proizvodnje sladoleda može se podijeliti u dva dijela. Prvi dio je proizvodnja sladoledne smjese što obuhvaća: sastavljanje i miješanje smjese; predgrijavanje; homogenizaciju; pasterizaciju; hlađenje sladoledne smjese na 5°C te zrenje pri toj temperaturi 2-24 sata. Drugi dio čine operacije zamrzavanja, nakon čega sladoledna smjesa postaje sladoled. Operacije zamrzavanja uključuju dodatak aroma i boja; djelomično zamrzavanje (pri oko -5 °C)  uz upuhivanje zraka; oblikovanje sladoleda (sladoled na štapiću, u čaši, u kornetu, obiteljsko pakiranje i slično); duboko zamrzavanje u tunelu (pri oko -20 °C) i pakiranje. Djelomično zamrzavanje sladoleda, i kasnije potpuno zamrzavanje, treba provesti što je moguće brže kako bi kristali leda, koji nastaju tijekom zamrzavanja, bili što manji. Hranjiva vrijednost sladoleda ovisi o vrijednosti sastojaka od kojih je proizveden. Mliječni i krem sladoledi sadrže sve sastojke mlijeka samo u različitim kategorijama, a pojedini dodaci (šećer, voće, čokolada, vanilija, jaja i slično) povećavaju mu hranjivu vrijednost.

## Vanjske poveznice

### Drugi projekti
|  | Zajednički poslužitelj ima stranicu o temi Sladoled    |
|  | Zajednički poslužitelj ima još gradiva o temi Sladoled |